# Im Ye-jin
Im Ye-jin (Seúl; 24 de enero de 1960) es una actriz surcoreana. Alcanzó la cima de su popularidad en la década de 1970, siendo adolescente, con "Really Really" película que formaba parte de la trilogía, que incluyó Never Forget Me, I Am Really Sorry y I Really Really Like You. Ella permanece actualmente activa en la televisión.

## Carrera
Comenzó a modelar en populares revistas para adolescentes cuando ella estaba en la escuela secundaria. Utilizando el nombre artístico Im Ye-jin debutó como actriz en la película del director Kim Ki-young Transgresión (1974).
En 1975 interpretó a una estudiante de secundaria enamorada de su profesor en Graduating School Girls, por la cual ganó el premio a Mejor Actriz revelación en los Grand Bell Awards. Pero fue un año después cuando ella fue catapultada al estrellato al protagonizar la película  Never Forget Me (también conocida como Really Really Don't Forget, 1976) y sus secuelas I Am Really Sorry (conocida como I'm Really Really Sorry, 1976) y Crazy For You (conocida como I Really Really Like You, 1977)- películas sobre la amistad entre adolescentes, romance y aspiraciones que se convirtieron en enormes éxitos de taquilla. En una era cuando el cine coreano atravesaba por un periodo de oscuridad resultante de la severa censura por parte de un gobierno autoritario, esto condujo a la aparición de la demografía adolescente como uno de los principales consumidores de la cultura pop. Tenía la imagen de una niña inocente cuya actuación era encantadora y dulce sin ser empalagosa, lo que la convirtió en una artista muy popular entre los estudiantes de escuela media y escuela secundaria; las chicas querían ser como ella, y los chicos llevaban su foto en sus bolsillos. El éxito de la serie "Really Really" la estableció como la actriz joven más popular de la época, y por los siguientes años, los melodramas juveniles fueron protagonizados por ella, llegando a dominar en las salas de cine rápidamente, a menudo junto a Lee Deok-hwa como su principal compañero: Prayer of a Girl (1976), Ever So Much Good! (1976), I Really Have a Dream (1976), I've Never Felt Like This Before (1976), y Nobody Knows (1977).
Entró a la universidad en 1979, estudiando teatro y cine en la Universidad Dongguk. Por aquella época Im-hee deseaba hacer la transición del cine adolescente a protagónicos adultos. Coprotagonizó junto a Shin Seong-il la película Love Song in a Peanut Shell, pero esta tuvo muy poca acogida, pues la audiencia no estaba preparada para ver romperse su imagen de "pureza".
Cuando se convirtió en una actriz adulta se mantuvo activa en la televisión y ocasionalmente en películas, interpretando personajes de apoyo como ajummas (señoras), tías o madres. Como si se tratara de un círculo completo, ella interpretó a uno de los personajes adultos en la adaptación musical (2010) de sus primer éxito I Really Really Like You.
En 2014 firmó con la agencia de talentos YG Entertainment.

## Vida personal
En 1989 contrajo matrimonio con el director y productor de televisión Choi Chang-wook, de la MBC.

## Filmografía

### Cine
2
- Secret Love (2010)
- My Mighty Princess (2008)
- Miss Gold Digger (2007)
- Dasepo Naughty Girls (2006)
- Ssunday Seoul (2006)
- Windstruck (2004)
- The Classic (2003)
- Crack of the Halo (1998)
- Love's Scribble (1988)
- A Fine, Windy Day (1980)[4]
- Love Song in a Peanut Shell (1979)
- The Hey Days of Youth 77 (1979)
- Cheerful High School Class (1978)
- Fire (1978)
- Nobody Knows (1977)
- Our World (1977)
- I Really Really Like You (1977)
- The Double Rainbow Hill (1977)
- Goodbye, Sir! (1977)
- The First Snow (1977)
- When We Grow Up... (1977)
- Angry Apple (1977)[5]
- I've Never Felt Like This Before (1976)
- I'm Really Really Sorry (1976)
- Blue Classroom (1976)
- I Really Have a Dream (1976)
- Ever So Much Good! (1976)[6]
- Prayer of a Girl (1976)
- Really Really Don't Forget (1976)
- Graduating School Girls (1975)
- Red Shoes (1975)
- Transgression (1974)

### Series de televisión
- Beauty and Mr. Romantic (KBS2, 2024)
- Homemade Love Story (KBS2 / 2020)
- Lies of Lies (Channel A / 2020)
- A Korean Odyssey (tvN / 2017-2018)
- Hit the Top (KBS2, 2017)
- The Liar and His Lover (tvN, 2017)
- Splash Splash Love (MBC, 2015)
- The Producers (KBS2, 2015)
- Rosy Lovers (MBC, 2014)
- Marriage, Not Dating (tvN, 2014)
- Can We Fall in Love, Again? (jTBC, 2014)
- Miss Korea (MBC, 2013)
- Princess Aurora (MBC, 2013)
- 7th Grade Civil Servant (MBC, 2013)
- Childless Comfort (jTBC, 2012)
- Immortal Classic (Channel A, 2012)
- Iron Daughters-in-Law (MBC, 2011)
- Romance Town (KBS2, 2011)
- Sweet Palpitations (KBS2, 2011)
- My Princess (MBC, 2011)
- Smile, Mom (SBS, 2010)
- You Don't Know Women (SBS, 2010)
- Life Is Beautiful (SBS, 2010) (cameo)
- Life Is Good (MBC, 2009)
- Queen Seondeok (MBC, 2009)
- The Road Home (KBS1, 2009)
- Boys Before Flowers (KBS2, 2009)
- Little Mom Scandal - Season 2 (CGV, 2008)
- Lawyers of the Great Republic of Korea (MBC, 2008)
- Little Mom Scandal (CGV, 2008)
- Winter Bird (MBC, 2007)
- MBC Best Theater "동네 한바퀴" (MBC, 2006)
- Which Star Are You From (MBC, 2006)
- Princess Hours (MBC, 2006)
- MBC Best Theater "달수, 성매매특별법에 걸리다" (MBC, 2005)
- Love and Sympathy (SBS, 2005)
- MBC Best Theater "달수, 아들 과외하다" (MBC, 2004)
- Ireland (MBC, 2004)
- Full House (KBS2, 2004)
- People of the Water Flower Village (MBC, 2004)
- MBC Best Theater "Do 야 love me?" (MBC, 2003)
- MBC Best Theater "달려라 장 부장" (MBC, 2002)
- Honest Living (SBS, 2002)
- Affection (SBS, 2002)
- Wonderful Days (SBS, 2001)
- Blue Mist (KBS2, 2001)
- LA Arirang (SBS, 2000)
- MBC Best Theater "달수, 부메랑을 맞다" (MBC, 1999)
- Crush (KBS2, 1998)
- See and See Again (MBC, 1998)
- 사랑한다는 것은 (EBS, 1998)
- MBC Best Theater "달수의 홀로 아리랑" (MBC, 1997)
- MBC Best Theater "달수, 효도법 어기다" (MBC, 1997)
- OK Ranch (SBS, 1997)
- MBC Best Theater "황금빛 정원" (MBC, 1996)
- MBC Best Theater "달수의 차, 차, 차" (MBC, 1996)
- MBC Best Theater "달수 아들 학교 가다" (MBC, 1996)
- Three Kingdoms (KBS2, 1996)
- MBC Best Theater "달수의 집짓기" (MBC, 1995)
- MBC Best Theater "달수의 재판" (MBC, 1995)
- Love and Marriage (MBC, 1995)
- Partner (MBC, 1994-1997)
- Farewell (SBS, 1994)
- Mountain Wind (MBC, 1993)
- Professor Oh's Family (SBS, 1993)
- Mozart the Janitor (KBS1, 1992)
- A Rainy Afternoon (KBS2, 1991)
- Ancient Geum Jan-di (KBS1, 1991)
- Freezing Point (KBS2, 1990)
- 꼴찌 수색대 (MBC, 1990)
- Sunrise (KBS2, 1989)
- Legacy (MBC, 1989)
- 또래와 뚜리 (MBC, 1988)
- Love and Ambition (MBC, 1987)
- First Love (MBC, 1986)
- Love and Truth (MBC, 1984)
- Sunflower in Winter (MBC, 1983)
- Friend, My Friend (MBC, 1982)
- Yesterday and Tomorrow (MBC, 1982)
- 사랑합시다 (MBC, 1981)
- Han River (MBC, 1981)
- Anguk-dong Madam (MBC, 1980)
- White Dandelion (MBC, 1979)
- Frugal Family (MBC, 1979)
- X 수색대 (MBC, 1978)
- South Wind (MBC, 1978)
- 봄처녀 오셨네 (MBC, 1977)
- Third Class (MBC, 1977)
- 귀로 (MBC, 1975)
- Jade Flute (TBC, 1975)

### Espectáculo de variedades
- Sunday Sunday Night Parody Theater "Temptation of the Legacy of the Queen of Housewives" (MBC, 2009)
- Quiz to Change the World (MBC, 2008-2010) - panelista
- Oasis (SBS, 2008) - MC
- Truth Game (SBS, 2005-2007) - panelista
- Vitamin (KBS2, 2006-2007) - panelista
- Lee Jae-yong and Im Ye-jin's Good Day (MBC, 2006-2007) - MC
- My Mom's the Best (GTV, 1995) - MC
- 영11 (MBC, 1981-1982) - MC
- MBC Campus Song Festival (1978, 1979, 1981) - MC
- King of Mask Singer (MBC, 2017) – Contestant as "The Goal Is Marriage Report Juliet" (episodio 99)[7]

### Vídeos musicales
- T-ara - "Roly-Poly" (2011)[8]
- Joo Hyun-mi y Seohyun - "Jjarajajja" (2009)
- Psy feat. Snoop Dogg - "Hangover" (2014)

## Teatro
- Realmente Me Gusta Usted (2010)

## Programas de Radio
- Hopeful Music at Noon (MBC Radio, 1980-1984)
- Song Chang-ho and Im Ye-jin's Ode to Youth (MBC Radio, 1980-1981)
- The Lee Deok-hwa and Im Ye-jin Show (TBC Radio, 1978-1979)

## Premios
- 2009 MBC Entertainment Awards: Premio a la Excelencia en la Variedad Femenino (Prueba a Cambiar el Mundo)[9]
- 2008 MBC Entertainment Awards: Premio Mejor Actriz (Prueba a Cambiar el Mundo)
- 2007 MBC Drama Awards: Mejor presentadora de televisión (Buen Día)
- 1975 Grand Bell Awards: Mejor Actriz Nueva (Graduating School Girls )